# Famille Baccouche
Cette page explique l’histoire ou répertorie les différents membres de la famille Baccouche.
La famille Baccouche (écrit aussi Bakouche) est une famille tunisienne qui appartient à la grande bourgeoisie tunisoise.

## Histoire
Son fondateur, Mohamed Baccouche (1833-1896), originaire de Béni Khiar, descend d'une famille d'arboriculteurs installée à Béni Khiar après avoir quitté l'Andalousie au XVIIe siècle. Il occupe des fonctions importantes à la cour beylicale dans la deuxième moitié du XIXe siècle.
Les générations suivantes de cette famille occupent des fonctions dans l'administration beylicale,.

## Personnalités notables
- Mohamed Baccouche (1833-1896), caïd-gouverneur et ministre
- Mohamed Salah Baccouche (1865-1934), caïd-gouverneur
- Omar Baccouche (1869-1932), conseiller municipal et gérant des biens de Rodolphe d'Erlanger
- Abdesselam Baccouche (1871-1946), poète et linguiste
- Slaheddine Baccouche (1883-1959), caïd-gouverneur et ministre
- Hachemi Baccouche (1916-2008), psychosociologue
- Taïeb Baccouche (1944-), universitaire et homme politique
- Samir Baccouche (1953-2008), historien
- Amel Baccouche, actrice